# GaymerX
GaymerX é um evento sem fins lucrativos dedicado a apoiar a cultura LGBTQ+ no mundo dos jogos, com foco em jogos eletrônicos.

## História
O GaymerX foi criado em agosto de 2013 por Matt Conn e Toni Rocca como parte do MidBoss.
O objetivo era estabelecer um espaço para aqueles que consideravam convenções de jogos maiores, como a E3, lugares indesejáveis para jogadores LGBT. A primeira instância do GaymerX foi financiada através de uma campanha de financiamento coletivo no Kickstarter, e ocorreu nos dias 3 e 4 de agosto de 2013 em San Francisco, Califórnia. Os organizadores disseram que o evento é sobre a união de jogadores gays, não criando uma divisão entre os jogadores, pois eles querem criar um "lugar seguro" para os jogadores LGBT.
A convenção planejada começou com uma cobertura noticiosa significativa de seu lançamento inicial do Kickstarter, mas o evento alcançou uma atenção mais ampla depois que a Igreja Batista de Westboro, conhecida amplamente como um grupo de ódio, anunciou que protestaria contra a convenção.
O GaymerX começou com um projeto Kickstarter lançado em 1 de agosto de 2012, coberto por sites como Examiner e GamePolitics.com. A convenção levantou mais de  quatorze mil dólares nos dois primeiros dias, excedeu sua meta de 25 mil dólares em 6 de agosto e terminou com mais de noventa mil dólares. Durante a campanha de angariação de fundos, os organizadores adicionaram novos níveis de suporte, além dos níveis de suporte existentes, que incluem admissão ao evento e dublagem de Ellen McLain. Em uma sessão durante a convenção, McLain participou como assistente de uma proposta de casamento para ajudar um participante a fazer uma proposta ao namorado, expressando uma versão da música Still Alive com letras reformuladas.
O GaymerX2 foi realizado no InterContinental Hotel entre 11 e 13 de julho de 2014 no centro de São Francisco. Apresentou Darren Young, o primeiro lutador abertamente gay da WWE, que revelou que ele seria um personagem jogável no próximo WWE 2015.
Em julho de 2017, a GaymerX foi considerada oficialmente como um evento sem fins lucrativos, separando-o do MidBoss. Nesse momento, um conselho de administração foi formado por Raymond Lancione, Tanya DePass, Brian Kunde, Soraya Een Hajji, Steven Harmon e Eugenio Vargas. e Matt Conn foi substituído por Toni Rocca como diretor executivo.
Em 2018, Matt Conn foi acusado de violar os direitos trabalhistas. Enquanto Matt não era afiliado à GaymerX desde que a organização se separou da Midboss no ano anterior, ele era o chefe da MidBoss, que havia sido um dos principais patrocinadores de eventos passados. Em resposta, o GaymerX anunciou que estava cortando todos os laços com o MidBoss e não permitiria mais que patrocinassem eventos futuros. Embora pouco tempo depois Matt tenha se demitido do MidBoss, as duas organizações não tiveram mais nenhum relacionamento.
Em abril de 2018, GaymerX nomeou Katie Kaitchuck como nova Diretora Executiva. Desde a nomeação do evento, eles lançaram um novo programa de bolsas para ajudar os desenvolvedores LGBT a entrar no setor.
Em janeiro, o GaymerX East 2019 foi anunciado, planejado para ocorrer nos dias 27 e 28 de abril no Microsoft Conference Center na Times Square. Em 14 de fevereiro de 2019, foi anunciado que o GaymerX East 2019 havia sido cancelado.